# Never Breathe What You Can't See
Never Breathe What You Can't See è un album dei Melvins in collaborazione con Jello Biafra (ex Dead Kennedys), pubblicato nel 2004 dalla Alternative Tentacles. L'album tratta principalmente di temi politici e legati al terrorismo islamico. Lo stesso Biafra afferma che la canzone Caped Crusader è stata ispirata da Mohamed Atta, uno dei terroristi responsabili degli attentati dell'11 settembre 2001 a New York.
La traccia McGruff the Crime Dog fa riferimento all'omonimo personaggio di fantasia.

## Formazione
- Jello Biafra - voce
- King Buzzo - voce, chitarra
- Kevin Rutmanis - basso
- Dale Crover - batteria, percussioni, chitarra sulle tracce 3 e 5

## Altri musicisti
- Adam Jones - chitarra sulle tracce 4, 6, 7 e 8
- Tom 5 - cori
- John The Baker - cori
- Adrienne Droogas - cori
- Wendy-O-Matik - cori
- Loto Ball - cori
- Johnny NoMoniker - cori
- Ali G. North - cori
- Lady Monster - cori
- Jesse Luscious - cori

## Tracce
1. Plethysmograph (parole/musica: Biafra) – 4:49
2. McGruff the Crime Dog (parole: Biafra; musica: Osborne) – 4:18
3. Yuppie Cadillac (parole/musica: Biafra) – 4:31
4. Islamic Bomb (parole/musica: Biafra) – 6:19
5. The Lighter Side Of Global Terrorism (parole: Biafra; musica: Osborne) – 4:35
6. Caped Crusader (parole: Biafra; musica: Biafra/Osborne) – 6:08
7. Enchanted Thoughtfist (parole: Biafra; musica: Osborne) – 4:18
8. Dawn Of The Locusts (parole: Biafra; musica: Osborne) – 5:12